# Dendrobium roseatum
Dendrobium roseatum är en orkidéart som beskrevs av Henry Nicholas Ridley. Dendrobium roseatum ingår i släktet Dendrobium, och familjen orkidéer. Inga underarter finns listade i Catalogue of Life.